# The Great American Eagle Tragedy
The Great American Eagle Tragedy je druhé a poslední studiové album amerického psychedelické rockové skupiny Earth Opera, vydané v roce 1969 u vydavatelství Elektra Records. Na albu již nehraje Bill Stevenson. Jeho producentem byl stejně jako u předchozí desky Peter K. Siegel a mimo členů kapely na něm hráli například John Cale a Bill Keith.

## Seznam skladeb
| Pořadí | Název                            | Délka |
| ------ | -------------------------------- | ----- |
| 1.     | Home to You                      | 4:27  |
| 2.     | Mad Lydia's Waltz                | 3:47  |
| 3.     | Alfie Finney                     | 2:35  |
| 4.     | Sanctuary from the Law           | 2:54  |
| 5.     | All Winter Long                  | 5:56  |
| 6.     | The Great American Eagle Tragedy | 10:36 |
| 7.     | Roast Beef Love                  | 3:16  |
| 8.     | It's Love                        | 4:05  |

## Obsazení
Earth Opera
- Peter Rowan – zpěv, kytara, saxofon
- David Grisman – mandolin, mandocello, klávesy, saxofon, zpěv
- Paul Dillon – kytara, bicí, zpěv
- Billy Mundi – perkuse, bicí
- John Nagy – baskytara, violoncello, mandocello

Ostatní hudebníci
- Jack Bonus – flétna, saxofon
- Herb Bushler – baskytara
- John Cale – kytara, viola, doprovodné vokály
- Richard Grando – saxofon
- David Horowitz – varhany, klavír, klávesy
- Bill Keith – pedálová steel kytara
- Bob Zachary – perkuse, triangl